# José Ricardo de León
José Ricardo de León Aroztegui (Trinidad, 12 de outubro de 1917 — Montevidéu, 22 de fevereiro de 2004) foi um futebolista e treinador de futebol uruguaio.

## Títulos
Toluca
- Campeonato Mexicano: 1974-75

Defensor
- Campeonato Uruguaio: 1976